# Caspar IV. Lerch

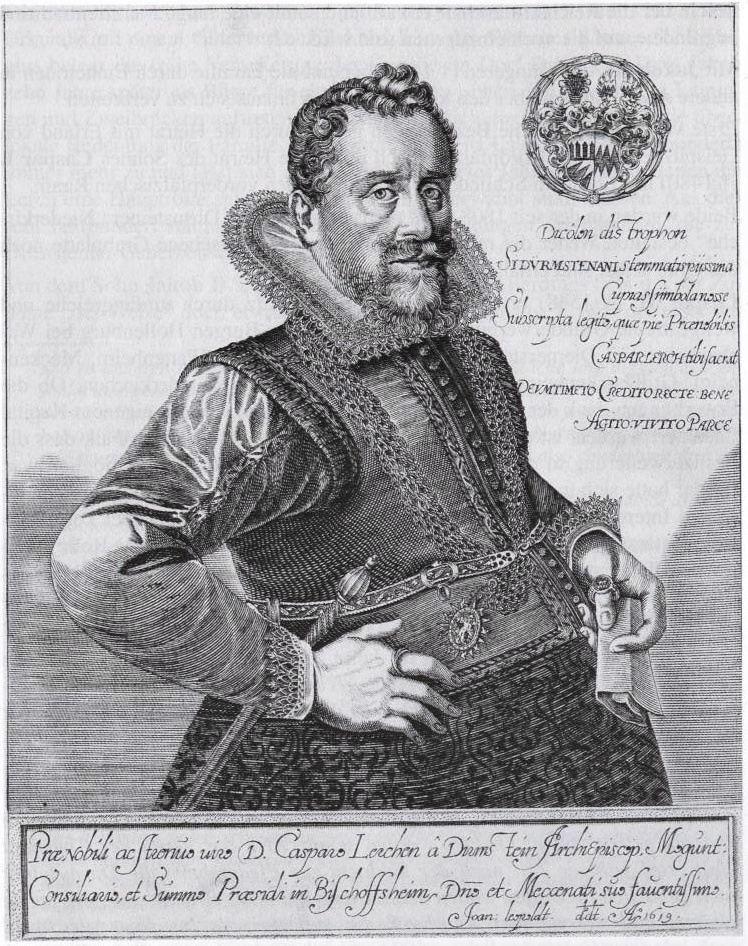
Der vierte Caspar Lerch von Dirmstein

Der vierte Caspar Lerch von Dirmstein (* 13. Dezember 1575 in Dirmstein; † 17. April 1642 in Mainz), der in manchen Urkunden auch – vermutlich wegen familiär vererbter Kleinwüchsigkeit – Lerckel oder Lerckell („Lerchlein“) genannt wird, war ein Ritter aus der begüterten Familie Lerch von Dirmstein. Wegen seines schriftlichen Nachlasses (siehe Abschnitt Werke) gilt er heute als deren wichtigstes Mitglied. Zu seiner Zeit war er der herausragende Vertreter des niederen Adels seines pfälzischen Geburtsortes und ein bedeutender Verwaltungsfachmann im südwestdeutschen Raum.

## Familie

### Herkunft

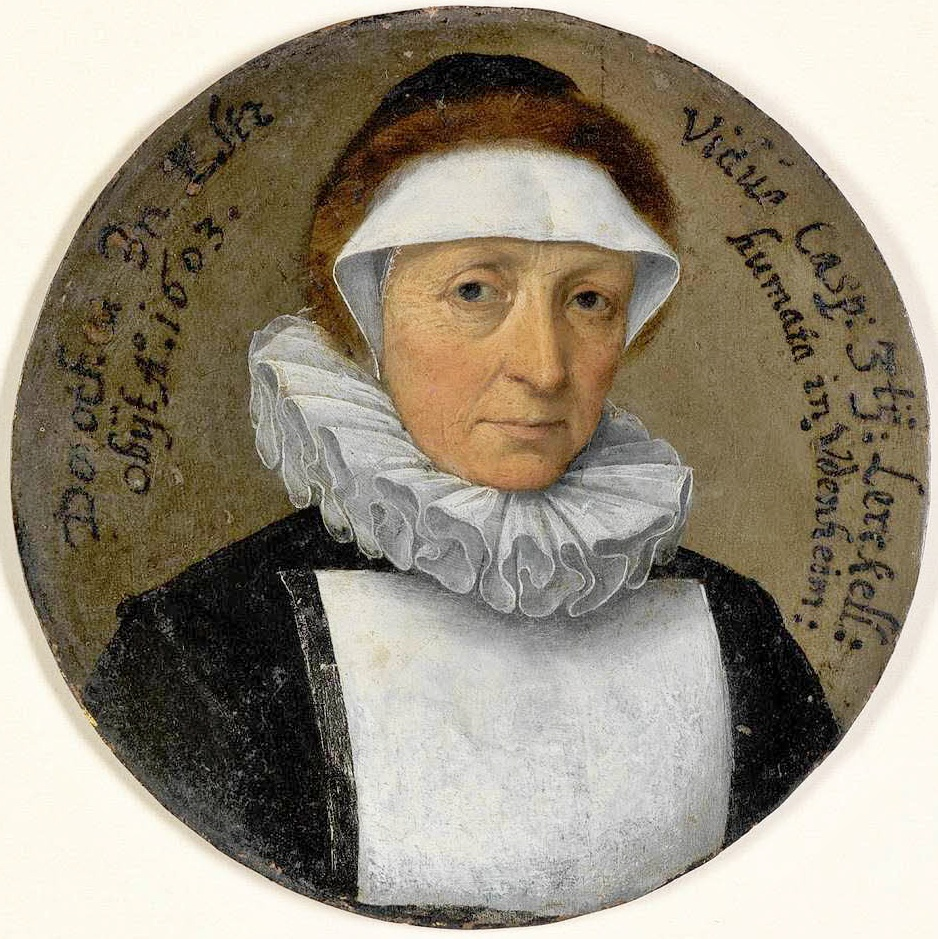
Die Mutter Dorothea Lerch von Dirmstein geb. von Eltz-Langenau († 1603)

Caspar Lerch führte den Ursprung seines Geschlechtes auf eine Adelsfamilie Frambalcken von Dirmstein zurück. Für ihn selbst sind zwei unterschiedliche Geburtsjahre tradiert, 1573 und 1575. Das erste beruht wohl auf einem Lesefehler und ist nachweislich falsch; denn seine Mutter kann nicht innerhalb von drei Monaten zwei Kinder geboren haben. Er entstammte – als drittes von acht Kindern – der zweiten Ehe des dritten Caspar Lerch (* 1. Februar 1540; † 18. Oktober 1590). Dieser hatte – nach dem frühen Tod seiner ersten Frau – Dorothea von Eltz-Langenau († 10. Januar 1603) geheiratet. Aus der ersten Ehe des Vaters mit Anna Elisabeth Magdalena von Flersheim († 1567) hatte er noch drei Halbgeschwister, darunter Christoph Lerch von Dirmstein, der mit der Schwester des Wormser Bischofs Philipp I. von Rodenstein (1564–1604) verheiratet war.
Caspar Lerchs jüngere Schwester Anna Lerch von Dirmstein (1580–1660) war die letzte Äbtissin des Klosters Rupertsberg bei Bingen und Nachfolgerin der heiligen Hildegard. Als im Dreißigjährigen Krieg die Schweden das Kloster bedrohten, floh sie 1632 nach Köln, wobei sie das Haupt, das Herz und die Zunge der Heiligen mitnahm. Die anderen Körperreliquien und das Ordenskleid Hildegards verbarg sie im Grabgewölbe auf dem Rupertsberg. Dank ihres Einsatzes entgingen alle Reliquien Hildegards der Vernichtung und gelangten schließlich über Mainz ins Kloster Eibingen, wo sie noch heute verehrt werden. Caspar Lerch fertigte Aufzeichnungen über das Schicksal der Gebeine und die diesbezüglichen Aktivitäten seiner Schwester.
Seine Schwester Agatha Lerch von Dirmstein heiratete 1608 Gottfried von Heppenheim genannt vom Saal. Sie waren die Eltern des Mainzer Domdekans und Kanzlers der Universität Heidelberg, Johann von Heppenheim genannt vom Saal († 1672), der zusammen mit seinem Großcousin Kurfürst Johann Philipp von Schönborn 1660 das Priesterseminar Mainz gründete.

### Ehe und Nachkommen
Der vierte Caspar Lerch heiratete 1602 Martha Brendel von Homburg (* 26. April 1584 in Dirmstein; † 2. Juni 1646 in Rom). Mit ihr hatte er neun Kinder, darunter vier Söhne. Seine zweite Tochter Maria Magdalena Dorothea (* 26. August 1612 in Tauberbischofsheim) ehelichte 1640 Philipp Friedrich Sturmfeder von Oppenweiler, wodurch dessen Familie in Dirmstein heimisch wurde. Als 1699 die Familie Lerch im Mannesstamm ausstarb, weil Söhne bzw. Enkel des vierten Caspar Lerch ohne weitere männliche Nachkommen geblieben waren, fiel das Erbe an die Familie Sturmfeder von Oppenweiler. Deren Mitglieder führten seither den Beinamen Erbsassen Lerch von und zu Dirmstein.
Caspar Lerchs Urenkel Marsilius Franz Sturmfeder von Oppenweiler (1674–1744) sollte legendär werden durch seinen Hader mit der Obrigkeit. Teilweise verschlüsselte Einzelheiten darüber ließ er 1738 auf dem Michelstor des später nach ihm benannten Sturmfederschen Schlosses verewigen. Es handelt sich um eingemeißelte Inschriften sowie eine Skulptur über dem Torbogen. Diese zeigt seinen angeblich siegreichen Kampf gegen den Teufel, der als Sinnbild für den Bürgermeister als Vertreter des Landesherrn steht. Der letzte Namensträger des Geschlechtes Sturmfeder starb 1901.
Sowohl am Nachfolgebau von Caspar Lerchs „Burg“ als auch am Sturmfederschen Schloss wurde in der Bauphase jeweils ein alter Stein aus der Zeit des Übergangs vom 16. zum 17. Jahrhundert eingemauert. Die identische Inschrift weist auf die Verflechtung der Familie mit der Historie beider Herrenhäuser hin:
Am Tor des Dirmsteiner Spitalhofs finden sich zwei weitere Inschriften:
- links CASP. LERCH 1602
- rechts CASPAR LERCH VÕ DVRMSTEIN

### Verwandtschaft
Caspar Lerchs Vater war über seine erste Frau mit der Familie Philipps von Flersheim (1481–1552) verwandt, des vormaligen Bischofs von Speyer, über seine zweite Frau mit der Familie von Eltz, aus der Erzbischöfe von Trier und Mainz hervorgingen. Caspar Lerch selbst war durch seine Heirat mit den Familien von Mainzer und Wormser Bischöfen verbunden. Seine Ehefrau Martha war die Nichte des Mainzer Erzbischofs Daniel Brendel von Homburg (1523–1582), welcher der Bruder ihres Vaters Eberhard war. Lerchs Neffe, ein Sohn der Schwester seiner Ehefrau, war der spätere Wormser Bischof Johann Karl von und zu Franckenstein (1610–1691).

Bauwerke
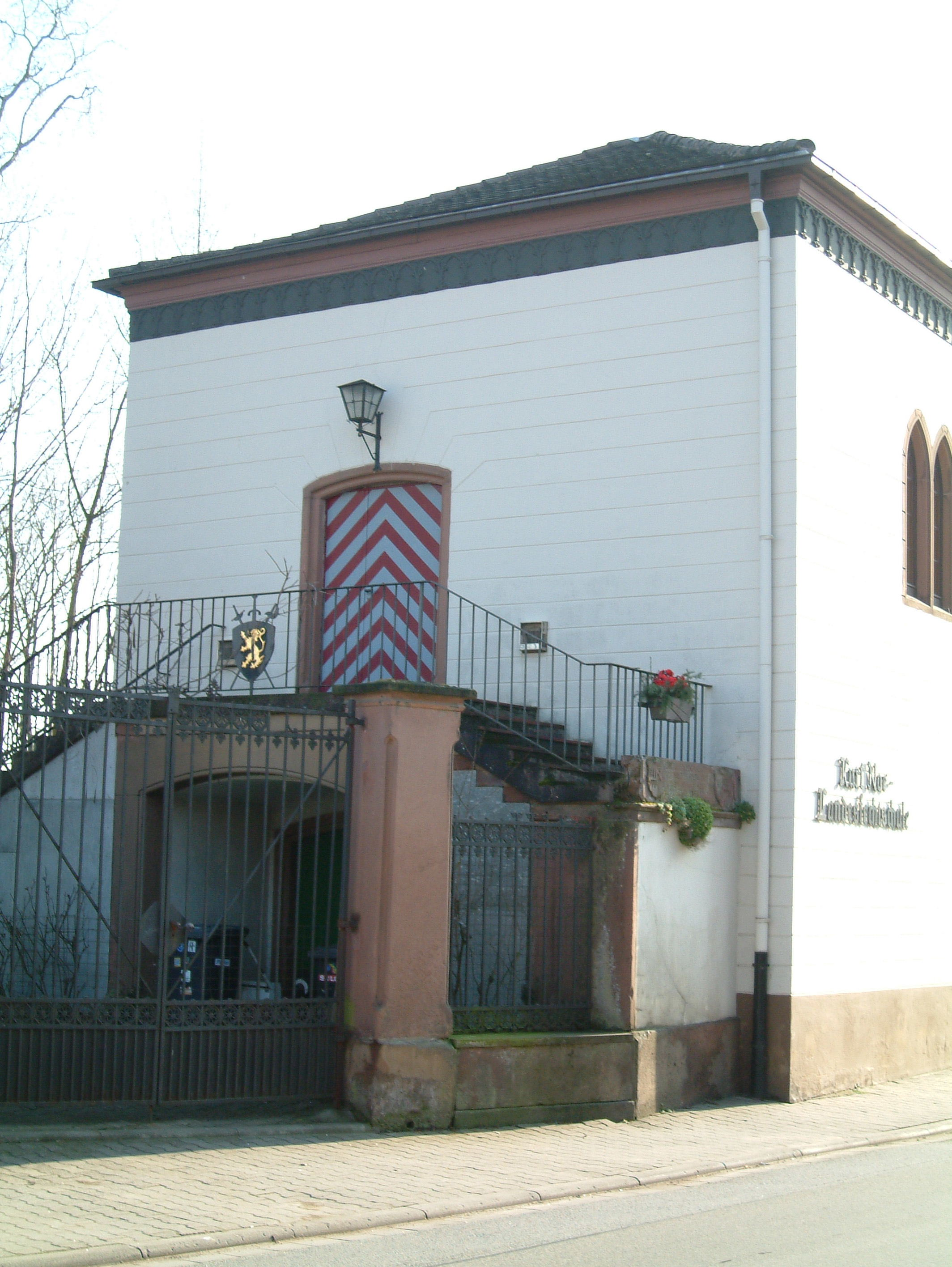
Nachfolgebau von Caspar Lerchs „Burg“
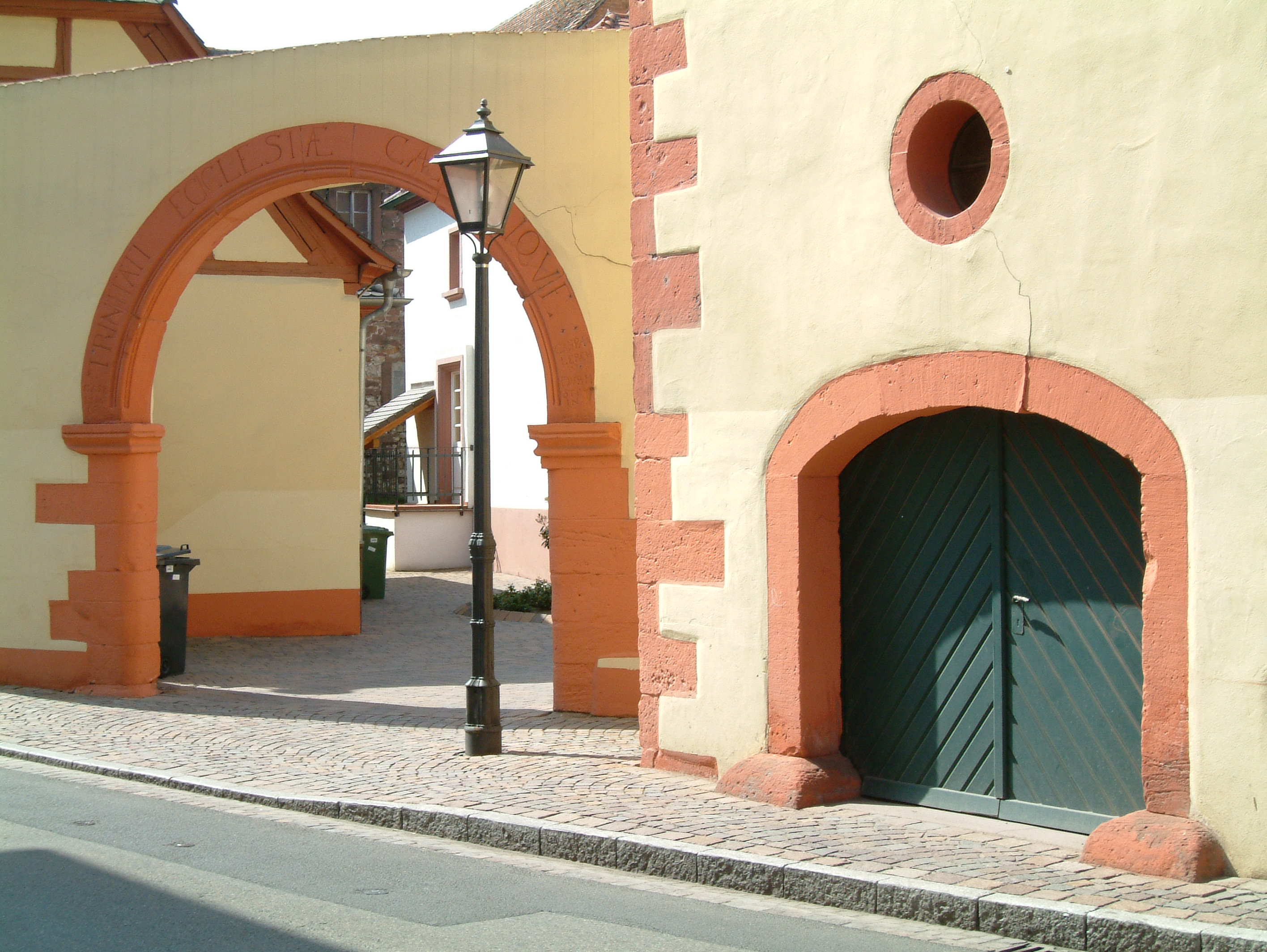
Torbogen mit Inschrift Caspar Lerchs
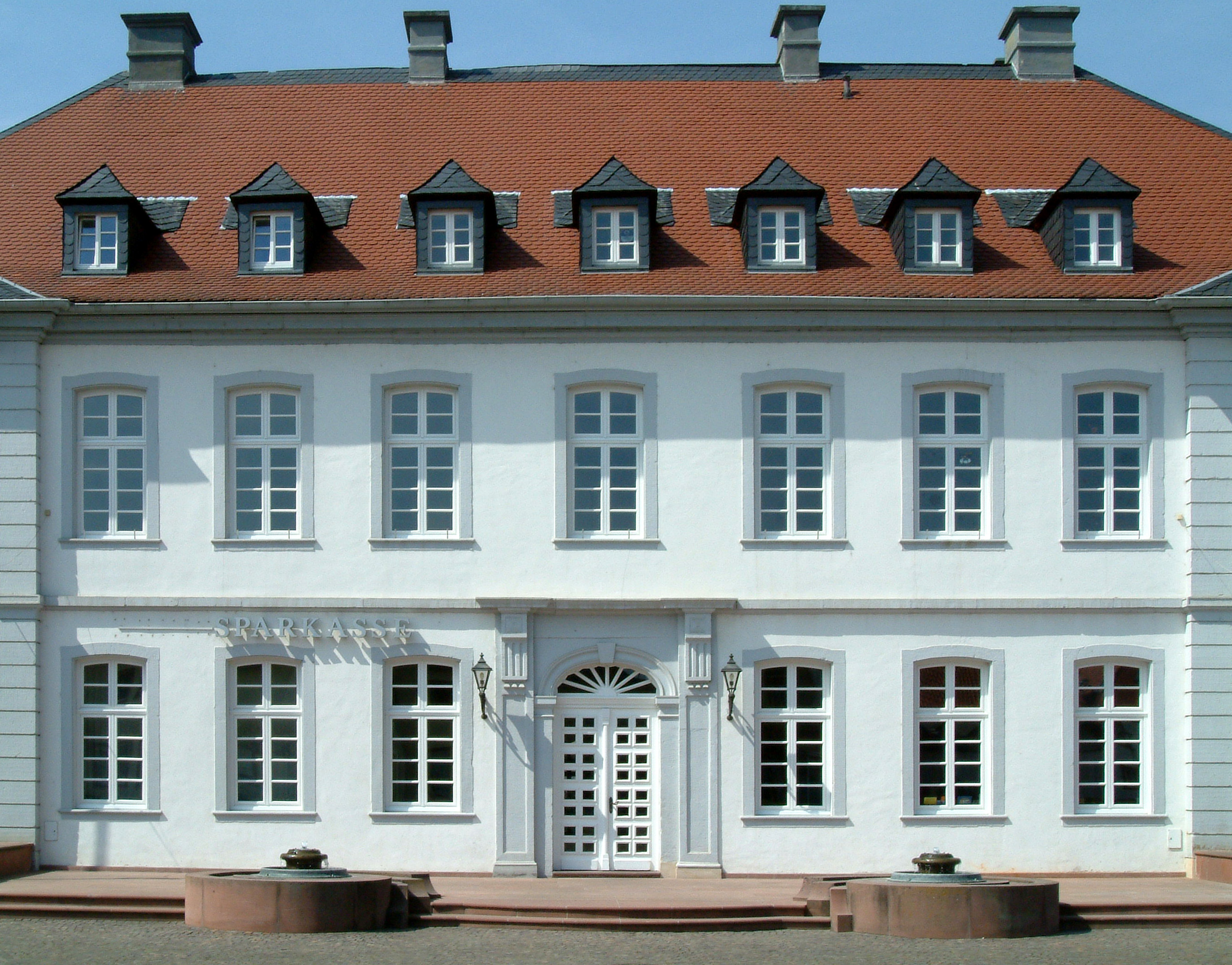
Das Schloss der Lerch-Erben Sturmfeder

## Ausbildung und Beruf
Caspar Lerch wurde in Speyer, Würzburg, Mainz und Dole in Rechtswissenschaft und Sprachen ausgebildet.
Nacheinander stand er in den Diensten verschiedener Herren. Zunächst war er (1600–1611) Kämmerer des Bischofs von Speyer, Eberhard von Dienheim, dann (1611–1619) kurmainzischer Amtmann in Tauberbischofsheim und schließlich ab 16. April 1622 Direktor der Oberrheinischen Ritterschaft. Außerdem verfasste er zahlreiche juristische Werke und eine Chronik seines Geschlechts, die Annales.
1612 ließ er am Stadttor von Tauberbischofsheim eine Inschrift einmeißeln, die seine Bedeutung für die Region als „kurfürstlicher mainzischer Amtmann allhier“ unterstreicht:

## Politik
Weil Caspar Lerch im Dreißigjährigen Krieg bekennender katholischer Parteigänger war, hatte er zeitweise unter Repressionen, insbesondere durch protestantisch-schwedische Truppen, zu leiden. Seine Besitzungen in Dirmstein, vor allem seine „Burg“ am damaligen Südrand des Oberdorfs, wurden mehrmals geplündert, seine Büchersammlung ging in Flammen auf, und er war 1621 samt seiner Familie zu Flucht und vieljährigem Exil gezwungen. Zehn Jahre lang lebte er auf dem Gut Brendelscher Hof in der Mainzer Klaragasse, das zum Erbe seiner Frau gehörte, dann musste er für fünf Jahre Zuflucht in Köln nehmen. Nach Mainz konnte er erst 1636 zurückkehren, nach Dirmstein 1640, zwei Jahre vor seinem Tod.

## Werke
Der umfangreiche schriftliche Nachlass Caspar Lerchs lagert in den Landesarchiven von Ludwigsburg bzw. Speyer. Die wichtigsten Schriften sind:
- Alte Gravamina deß Heiligen Reichs Freye, Graven, Herrn, Ritterstandt und Adel betreffendt. 1623 (Nachdruck 1624).
- Annales. Familienchronik. mehr als 300 Seiten (etwa 1602–1610).
- Antwort an Landgraf Georg von Hessen etc. 1629.
- Ferdinand II. mandati poenalis etc. 1630.
- Glaubhafte denckwürdige Copiae und Bericht deß hauptsächlichen Clagproducts etc. 1623.
- Gründlicher Bericht über die Irrungen der Rheinischen Reichsritterschaft mit Landgraf Georg von Hessen. Marburg 1633.
- Kayserliche besondere Decreta. 1624, OCLC 252487977.
- Kayserliche Revers und versigelte Schadloßhaltungen etc.
- Ordo equestris Germanicus Caesareus bellopoliticus. I. und II. Teil. Möres, Mainz 1625, OCLC 615315726 (reader.digitale-sammlungen.de).
- Ordo equestris Germanicus Caesareus bellopoliticus. III. und IV. Teil. Mainz (1631/32).
- Rhythmica adhortatoria de libertate nobilium.
- Sacri Romani… Mainz 1625.
- Statutum generale deß Heiligen Römischen Reichs Freyen Ohnmittelbaren Ritterlichen Adels am Obern und Nidern Rheinstrom. 1627.